# Peeta Mellark
Peeta Mellark is een personage en een voorvechter van De Hongerspelentrilogie, geschreven door Suzanne Collins. Hij wordt gespeeld door Josh Hutcherson in  de filmserie.
Peeta is een mannelijke tribuut die uitkomt voor district 12 in de 74e hongerspelen samen met vrouwelijke tribuut Katniss Everdeen (gespeeld door Jennifer Lawrence). Samen zorgen ze ervoor dat de regel dat er maar een winnaar mag zijn wordt terug getrokken en er dat jaar twee winnaars zijn. Samen met mede winnaar Katniss Everdeen worden ze onbedoeld het gezicht van rebellie voor de 12 districten tegen het Capitool.

## Categorisatie
Peeta is zestien jaar oud in De Hongerspelen en zeventien in Vlammen en Spotgaai. Hij heeft een gemiddeld gewicht en gemiddelde lengte, heeft zowel blauwe ogen als blond haar en is typerend voor de middenklasse in District 12. Een gedeelte van zijn linkerbeen is geamputeerd na de 74e Hongerspelen (de film wijkt hier van het boek af). Hij loopt met een kunstbeen voor de rest van zijn leven.
Veel van Peeta's talenten zijn bijproducten vergeleken met zijn werk in de bakkerij van zijn familie. Ook zit hij op school en in het schoolworstelteam. Hij is een begaafd bakker en schilder, maar hij is ook zeer getalenteerd in het vechten, camouflage, zwaaien met zwaarden en vuur maken. Peeta heeft ook het opmerkelijke talent ambitieus met publiek om te kunnen gaan. Niet alleen zorgt hij ervoor dat het publiek op Katniss verliefd wordt, ook Katniss zelf merkt op dat Peeta van onschatbare waarde is voor de revolutie vanwege zijn vermogen "om zijn pijn om te zetten in woorden die de mensen zal veranderen".

## Casting
Op 23 maart 2011 begon Lionsgate met de casting voor de rol van Peeta in de film De Hongerspelen. Volgens The Hollywood Reporter waren de deelnemers samen met Josh Hutcherson, Alexander Ludwig (later gecast als Cato), Hunter Parrish, Lucas Till en Evan Peters. Op 4 april 2011 kondigde Lionsgate aan dat Josh Hutcherson de rol van Peeta zou spelen.